# Jorma Kurvinen
Jorma Kurvinen (ur. 3 czerwca 1931 w Oulu, zm. 19 lutego 2002 tamże) – fiński pisarz. Poruszał tematykę wojenną i pisał książki dla dzieci. Napisał blisko sto powieści.
Był płodnym pisarzem i zajmował się różnorodną tematyką. Zadebiutował w roku 1958 powieścią Anna – kartanon opettajatar. Pierwszą nagrodę otrzymał w roku 1964 za książkę dla młodzieży Kolmas Palo (pol. „Trzeci ogień”). Równolegle pracował jako dziennikarz w gazetach w Oulu. W tym czasie opublikował powieść Rekka uznaną za maskulinistyczną W 1978 otrzymał trzykrotnie nagrodę państwową i zrezygnował z pracy w prasie. 
Po 1978 pisał głównie książki dla młodzieży, w których bronił wartości tradycyjnych, przyjaźni, istoty uczciwości. Poruszał ważne i aktualne tematy społeczne. Był jednym z pierwszych fińskich autorów piszących o zastraszaniu dzieci przez kolegów w szkołach.